# Балкария
Балкария е историческа област в централните части на Северен Кавказ, родина на балкарците. Заема южните и западни райони от Кабардино-Балкарската република, която влиза в състава на Руската федерация.
Балкария е по-високопланинската част от Кабардино-Балкарската република. Релефът ѝ e силно изразен високопланински, пресечен от дефилетата на реките Малка, Баксан, Чегем, Черек и техните притоци, които влизат във водосборния басейн на река Терек. На територията на Балкария са разположени почти всички петхилядници на Кавказ – Елбрус, Дих тау, Кощан тау и Джанги тау. Тук се намират и най-глемите кавказки ледници. Територията на Балкария е осеяна с планински масиви, гори, плодородни долини и тучни алпийски поля.